# Distretto di Yanjiang
Il distretto di Yanjiang (雁江区S, YànjiāngP) è un distretto della Cina, situato nella provincia di Sichuan e amministrato dalla prefettura di Ziyang.